# Pardosa chindanda
Pardosa chindanda là một loài nhện trong họ Lycosidae.
Loài này thuộc chi Pardosa. Pardosa chindanda được Carl Friedrich Roewer miêu tả năm 1960.